# Нарцизівка (Житомирський район)
Нарци́зівка (колишня назва Арцизівка) — село в Україні, у Пулинській селищній громаді Житомирського району Житомирської області. Населення становить 90 осіб.

## Історія
У 1906 році село Пулинської волості Житомирського повіту Волинської губернії. Відстань від повітового міста 50 верст, від волості 15. Дворів 38, мешканців 314.
В 1923—1954 роках орган місцевого самоуправління — Радецько-Болярська сільська рада; надалі — Зеленополянська сільська рада.